# Controverses sur la circoncision
Pour les articles homonymes, voir Circoncision (homonymie).
Les controverses sur la circoncision placent le débat, selon les cas, dans une opposition ou sur le plan d'une critique de l'acte par rapport à l'éthique, à la santé, à la sexualité, à la religion, à la psychologie et à la justice (voir également aspects juridiques de la circoncision).

## Débats actuels dans le monde

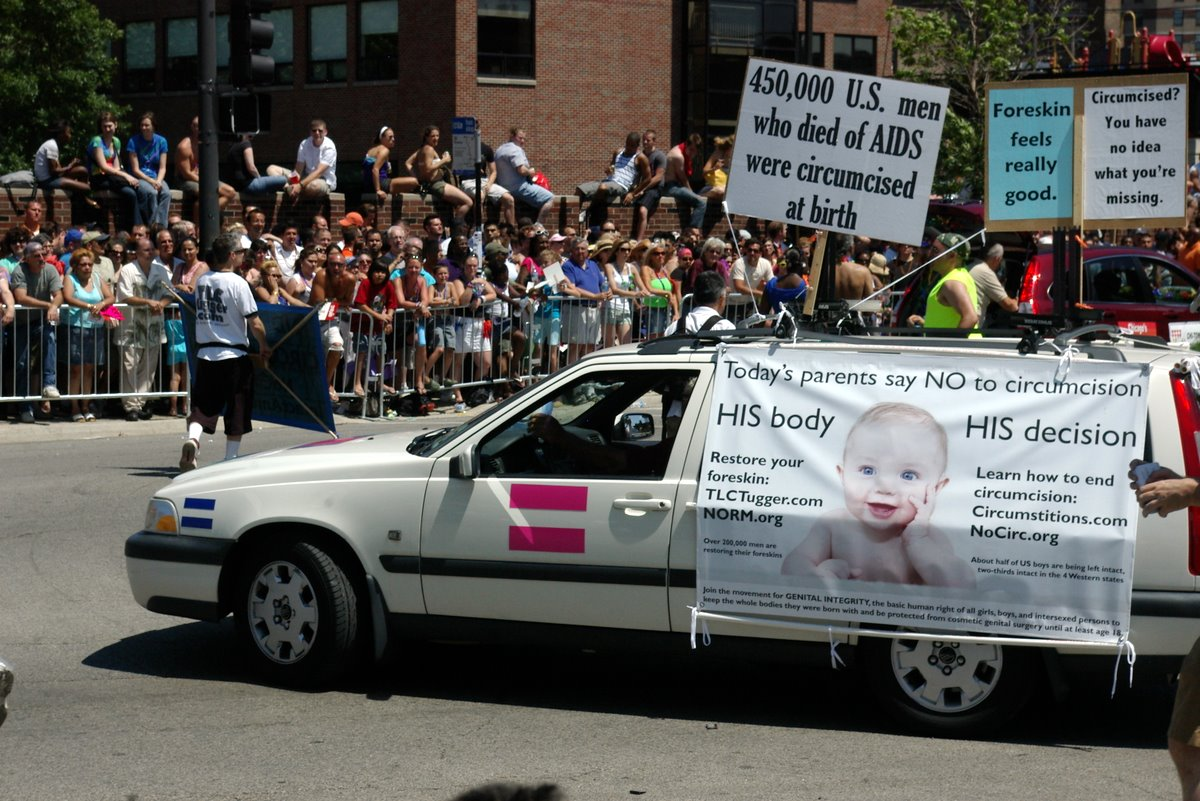
Un lobby anti-circoncision à la Chicago's Pride Parade.

### Europe
Le Conseil de l'Europe considère les circoncisions non médicales d'enfants, comme une violation de leur intégrité physique dans sa résolution 1952 (non contraignante). Il demande aux États membres de réfléchir aux moyens de l'interdire avant un âge suffisant pour que l’intéressé seul, puisse décider.

### Afrique du Sud
Le single du groupe Die Antwoord, Evil Boy, est une condamnation du rituel de la circoncision chez les Xhosas. Le nouveau membre, Wanga, un rappeur xhosa du Cap, rejette le rituel de passage à l'âge adulte chez les Xhosas qui se traduit notamment par la circoncision. Il a choisi de rester non circoncis et de passer par conséquent pour un « mauvais garçon (evil boy) pour la vie ».

### Allemagne
En 2012, un tribunal allemand a condamné la circoncision pour motif religieux.

### Belgique
Le Comité Consultatif de Bioéthique de Belgique (2017), après une étude de trois ans, a déclaré que la pratique de la circoncision non-thérapeutique chez les garçons n'était pas conforme à l'éthique. Le processus est irréversible, n'a pas de justification médicale dans la plupart des cas, et est effectué sur des mineurs incapables de donner leur propre permission, selon le Comité.
Il a également déclaré que l'assurance santé publique (L'INAMI) ne devrait pas payer ces circoncisions non thérapeutiques.

### Canada
Le lobbying de certains groupements[Qui ?] a contribué à la suppression du remboursement des circoncisions néonatales dans certaines provinces du Canada[réf. nécessaire].

### Danemark
En juin 2018, une initiative populaire proposant l’interdiction de la circoncision non médicale des mineurs a recueilli plus de 50 000 signatures (le minimum requis). Une proposition de loi pourrait être présentée en octobre 2018.

### États-Unis
Aux États-Unis, des mouvements pour l’intégrité génitale[Qui ?], parfois désignés du terme générique « intactiviste », considèrent que puisque l’ablation du prépuce induit une perte de fonctions sexuelles, elle nuit au bien-être de l’homme et ils font valoir que la circoncision cause une souffrance physique et morale réelles chez certaines personnes. Ils estiment donc que le prépuce n’est pas « un bout de peau superflu » dans l’anatomie masculine et que la circoncision constitue une mutilation de tissus sexuels sains et fonctionnels, une véritable violation du droit à l’intégrité corporelle, lorsqu’elle est pratiquée avant l’âge de la majorité.
Des associations contre la circoncision[Qui ?] envoyèrent une proposition de loi afin d’interdire la circoncision des mineurs auprès du Congrès des États-Unis mais elle ne reçut l’aval d’aucun sénateur.

« Leur lobbying a contribué toutefois à la suppression du remboursement des circoncisions néonatales dans certains États, notamment sur la côte ouest, ainsi qu’au Canada. »

Selon les opposants à la circoncision, celle-ci ne serait justifiable médicalement que s’il n’existait pas de solutions de remplacement moins invasives et si la vie du patient était en jeu.
Les militants américains anti-circoncision (dits « intactivistes »), s'apprêtent à soumettre aux autorités de la ville de San Francisco un texte de loi visant à interdire la circoncision avant l'âge de 18 ans. Une pétition ayant déjà recueilli plus de 12 000 signatures leur permet, selon les règles électorales en vigueur en Californie, de faire soumettre à référendum cette proposition devant les électeurs de la ville, qui ont voté le 8 novembre 2011 pour ou contre la circoncision. En cas d'adoption du texte, les peines encourues pour non-respect de la loi seraient de 1 000$ d'amende et jusqu'à un an de prison. Le projet de loi est aujourd'hui en suspens, une juge américaine ayant interdit le référendum. Les militants ont cependant l'intention de faire appel de la décision.

### Islande
Début 2018, le pays examine un projet de loi d’interdiction de la circoncision sans raison médicale. Le texte est soutenu par cinq formations au Parlement, dont le parti vert de la première ministre Katrin Jakobsdottir.

### Pakistan
Au Pakistan, le statut de la circoncision a longtemps été utilisé comme un signe de l'irruption de l'Inde dans ses affaires internes, mais une certaine confusion ressortit du fait qu'une grande partie de la population masculine musulmane, plus particulièrement dans les régions tribales de l'ouest, n'était pas circoncise,.

### Israël
Des oppositions existent à la circoncision parmi les juifs d'Israël. En dépit de la pression familiale, un petit nombre croissant de juifs choisissent d'outrepasser la procédure.

### Suisse
En 2010, des membres du parti Les Verts (Suisse) ont voulu faire interdire la circoncision.

### Turquie
En Turquie, la circoncision masculine reste étroitement liée aux obligations religieuses et à la construction de la masculinité, mais certains hommes musulmans rejettent aujourd’hui ce rituel.

## Débats actuels au sein des religions

### Au sein de la communauté musulmane
Des groupes islamiques anti-circoncision ont émergé, tels que Qur'an Alone, défendant l'idée que la circoncision est une insulte à Allah et serait une tentative d'améliorer sa création. Cependant ces groupes restent minoritaires.

## Polémique médicale

### Divergences des organismes de santé
En décembre 2014, les Centres pour le contrôle et la prévention des maladies estiment que le personnel médical devrait informer tous les parents de garçons ainsi que tous les adolescents et hommes adultes non circoncis sur les bénéfices médicaux de la circoncision (s'agissant de la prévention de cancers, du sida et d'autres infections sexuellement transmissibles),. 
En novembre 2012, au Congrès d'urologie français, une table ronde tente « d'apporter des réponses aux interrogations des urologues qui peuvent se retrouver dans une situation inconfortable par rapport à la réglementation (...) Les questions qui se posent sont la liberté religieuse, la liberté des parents à élever comme ils veulent leurs enfants, le consentement et le respect de l'intégrité de l'enfant, la réalisation d'un acte chirurgical sans but thérapeutique qui n'est pas dénué de complications : sur les 80 000 circoncisions pratiquées chaque année en France, 0,4 % à 2 % en établissements de santé  entraînent des complications (hémorragie, infections, problèmes cutanés, etc.) et probablement 35 % à 48 % en dehors. » Dans ce congrès, l'urologue Christian Castagnola explique que la plupart des sociétés savantes s'accordent sur le fait qu'il n'y a aucun fondement médical à la circoncision en dehors des pathologies du prépuce (phimosis, paraphimosis). Son intérêt en matière de prévention des infections sexuellement transmissibles comme le sida n'est pas démontré en dehors des zones de pandémie. Pas d'avantages non plus, sur le plan de l'hygiène ou de la prévention du cancer de la verge. 
En août 2012, l’American Academy of Pediatrics (AAP) a déclaré que les avantages de « la circoncision élective des nouveau-nés mâles l'emporte sur les risques de la procédure » et que « les avantages pour la santé sont suffisants pour justifier l'accès à cette procédure pour les familles qui la choisissent » mais qu'ils « ne sont pas assez grands pour recommander la circoncision de routine pour tous les nouveau-nés de sexe masculin ». Le AAP est d'avis que les parents doivent prendre la décision finae au sujet de la circoncision, après collecte des informations utiles sur les risques et les avantages de la procédure,. Cette position de l'AAP a suscité de vives réactions dans la communauté scientifique. Willy Rozenbaum, codécouvreur du virus du sida, s'est dit « étonné » par ce nouvel énoncé : « recommander la circoncision à tout le monde et la prendre en charge par la sécurité sociale ne présenterait pas d’intérêt en France, et dans l’ensemble des pays occidentaux. La circoncision n’apporte un bénéfice coût-efficace que dans des pays où le taux de prévalence du VIH est très élevé, comme en Afrique ». François Desgrandchamps, chef de service d'urologie à l'hôpital Saint-Louis, y voit quant à lui une décision plus politique que médicale : « ce qui sous-tend tout ça est un problème d'argent. L'idée c'est que les pédiatres qui favorisent la circoncision pour des problèmes hygiénistes voient la couverture de cette procédure non prise en charge par les assurances médicales. » Dans la revue Nature, Rowena Hitchcock, présidente de la British Association of Paediatric Urologists, indique être déçue par la politique de l'AAP, car elle recommande une « chirurgie irréversible et mutilante ». Enfin, en mars 2013, trente-huit médecins européens (dont une majorité de scandinaves) ont publié sur commentaire[pas clair] sur les recommandations de l'AAP qui manifesteraient, selon eux, un « biais culturel »,.
En septembre 2010, le Royal Australasian College of Physicians (en) statuait que : « des soucis d'éthique et de respect des droits humains ont été soulevés concernant la circoncision masculine infantile parce qu'il est reconnu que le prépuce a un rôle fonctionnel, l'opération est non-thérapeutique et l'enfant est incapable de consentir. Après avoir examiné les éléments de preuve actuellement disponibles, le RACP (en) estime que la fréquence des maladies modifiables par la circoncision, le niveau de protection offert par la circoncision et le taux de complications de la circoncision ne justifient pas la circoncision systématique des nourrissons en Australie et en Nouvelle-Zélande. Toutefois, il est raisonnable pour les parents de peser les avantages et les risques de la circoncision et de prendre la décision ou non de faire circoncire leurs fils. »
En juin 2010, dans Non-therapeutic circumcision of male minors, la Royal Dutch Medical Association des Pays-Bas statuait : « Le point de vue officiel de la KNMG et des autres organisations médicales et scientifiques apparentées, est que la circoncision non thérapeutique des mineurs de sexe masculin est une violation des droits de l'enfant à l'autonomie et à l'intégrité physique. Contrairement à la croyance populaire, la circoncision peut entraîner des complications - saignement, infection, rétrécissement de l'urètre et crises d'angoisse sont particulièrement fréquentes. La KNMG appelle donc une politique forte de la dissuasion. La KNMG fait appel à des médecins à participer activement et avec insistance informer les parents qui envisagent la procédure de l'absence de bénéfices médicaux et des risques de complications. »
En mai 2007, dans son Rapport sur la circoncision, le Conseil national du sida français estime que la circoncision est « une modalité discutable de réduction des risques de transmission du VIH » qui souffre d'une « communication confuse », concluant que « la circoncision comme moyen de réduction des risques s’adresse uniquement aux pays à haute prévalence » et qu'elle n'est donc « pas applicable dans les pays du Nord »
En mars 2007, tout en insistant sur la nécessité d'un choix informé sur les risques et les avantages de l’intervention, l'OMS et l'ONUSIDA ont ajouté la circoncision à l'ensemble des mesures de prévention du sida, susceptible, avec la prévention et l'usage du préservatif, d'en réduire le risque de transmission dans les zones qui connaissent une épidémie généralisée du virus (prévalence supérieure à 3 %) et où sa transmission est essentiellement hétérosexuelle. Ces zones étant, à quelques exceptions près, toutes situées en Afrique subsaharienne des programmes de circoncision des hommes comme moyen de réduction des risques y ont été initiés. Dans le reste du monde, et plus particulièrement dans les pays développés, la prévalence de l'infection étant faible et sa transmission concentrée sur certains groupes à risque plus élevé d’exposition, la circoncision comme prévention du sida ne fait pas l'objet d'un consensus.
En juin 2006, la British Medical Association indiquait que « la circoncision à des fins médicales ne devrait être utilisée que lorsque des procédures moins invasives sont soit indisponibles, soit pas aussi efficaces. La BMA s'est spécifiquement abstenue d'émettre une police en ce qui concerne "la circoncision non thérapeutique", indiquant que, en règle générale, elle "croit que les parents devraient avoir le droit de faire des choix sur la meilleure façon de promouvoir les intérêts de leurs enfants, et il est pour la société de décider quelles limites devraient être imposées sur les choix des parents. ».
En 2004, dans La circoncision : De l’information pour les parents, la Société canadienne de pédiatrie indiquait que « après avoir analysé les données scientifiques pour et contre la circoncision, la SCP ne recommande pas la circoncision systématique des nouveau-nés de sexe masculin. De nombreux pédiatres n’effectuent plus de circoncisions. » Il est à noter que la Société canadienne de pédiatrie se prépare à réviser sa position sur la circoncision, le nouvel énoncé de politique devrait être publié avant la réunion annuelle du groupe pédiatrique en juin. 2013,
La Société suédoise de pédiatrie considère que la circoncision non thérapeutique de mineurs est une forme de mutilation sexuelle.

### Vente et utilisation commerciale de prépuces de nouveau-nés
Des marques de cosmétiques américaines dont SkinMedica, et Allergan,, achètent et utilisent des prépuces de bébés qui ont été circoncis afin d'en extraire le fibroblaste avec lequel elles fabriquent des crèmes cosmétiques anti-âge, et des injections de collagène anti-rides. Aux États-Unis, ces prépuces de nouveau-nés sont vendus à l'industrie biomédicale directement par les hôpitaux qui ont circoncis les bébés.
D'autre part, des chercheurs du Fraunhofer Institute à Stuttgart ont mis au point une machine baptisée le « Skin Factory », un équipement de laboratoire qui peut faire pousser en six semaines des morceaux de peau humaine à partir notamment de prépuces de bébés circoncis. L'équipement est encore en test, mais produit déjà 5 000 morceaux de peau par mois, et a déjà été approuvé pour l'utilisation de cette peau pour des besoins de tests, où elle pourrait remplacer les tests sur des animaux,,.
L'exploitation commerciale des prépuces d'enfants circoncis pose un débat éthique. Ainsi, un débat a lieu en Afrique du Sud au sujet des raisons d'une mesure de promotion de la circoncision, où des docteurs et groupes éthiques soupçonnent un but de profit commercial dans cette ablation de tissus génitaux d'enfants. Le forum bioéthique de l'Université du KwaZulu-Natal estime que les prépuces d'enfants circoncis sont la source d'une « industrie de plusieurs millions de dollars », ceux-ci pouvant être utilisés dans « l'industrie cosmétique, la fabrication d'insuline et de peau artificielle ».

## Violence de guerre
Les populations pratiquant la circoncision l'ont souvent imposée à des prisonniers de guerre (ou de manière post-mortem, sur des ennemis tués au combat),. Dans certains cas, le prépuce pris aux ennemis était, tel un scalp, un trophée illustrant la valeur du guerrier. Un grand nombre de prépuces donnait alors droit à une récompense, comme dans la Bible, lorsque David obtient la main de la fille de Saül après avoir rapporté deux cents prépuces de Philistins.
En 2012, la Cour pénale internationale a reconnue le statut de victime de violence sexuelle aux hommes ayant subi une circoncision forcée durant une guerre.

## Intactivisme
Des organisations se développent en faveur du droit à l'intégrité physique de l'enfant. Elles revendiquent le droit de tous les êtres humains à un corps « intact » et parlent notamment de « droit à l'intégrité génitale », s'opposant ainsi à la circoncision non-thérapeutique sur une personne n'étant pas apte à consentir ainsi qu'à toutes les formes de mutilations sexuelles féminines et plus généralement toutes les violations du droit à l'intégrité physique.
Ces mouvements se regroupent sous la bannière « Intactiviste » (contraction des mots intact et activiste).
Les premiers ont été créés aux États-Unis, pays où la circoncision était et reste encore très répandue, et se sont ensuite étendus au reste du monde.
- Aux États-Unis, la première association à voir le jour est « NOCIRC », fondée en 1985 par Marilyn Milos. L'un des principaux mouvements aujourd'hui est Intact America (en), fondé en 2008 par Georganne Chapin.
- En France, la première association à voir le jour est l'Association contre la Mutilation des Enfants (AME), créée en 1989[57], et dont le Docteur Gérard Zwang est le Président d'honneur. Un mouvement plus récent est « Droit au Corps ». Il est fondé en mai 2011 par Nicolas Maubert et est soutenu par plusieurs professionnels du monde scientifique et juridique[58]. D'après le docteur Christian Castagnola, chirurgien urologue et responsable du comité d’éthique et de déontologie de l’Association française d’urologie, « Le site [de l’association] est bien structuré mais des vérités [scientifiques] côtoient parfois des interprétations »[59].
- En Allemagne, Guy Sinden fonde en 2009 « beschneidung-von-jungen », en 2012 beschneidungsforum.de. Depuis 2015 il est co-président de droitaucorps.com, en France.
- Au Québec, « Stop Circoncision » est fondé en 2013 par Martin Côté.
- Au Canada, Glen Callender lance « CAN-FAP » en 2010.
- Au Danemark, « Intact Denmark » est fondé en 2013 par Lena Nyhus.
- En Israël, Ronit Tamir a fondé l'association « Kahal » au début des années 2000 afin de soutenir les parents désirant garder leur fils non circoncis. D'autres mouvements existent, notamment « Gonnen » et « Ben Shalem ».

## Liens externes

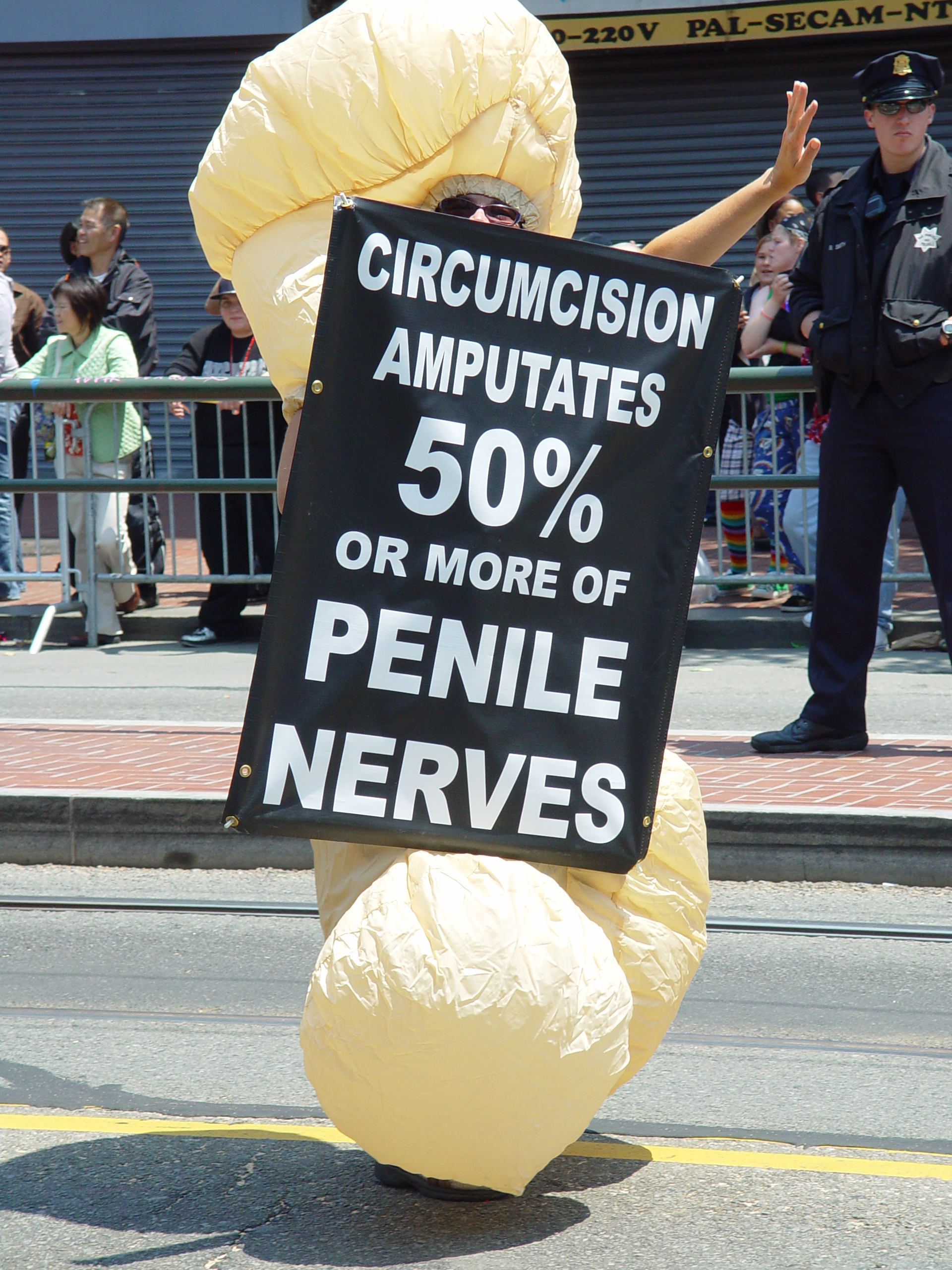
Manifestation anticirconcision à San Francisco

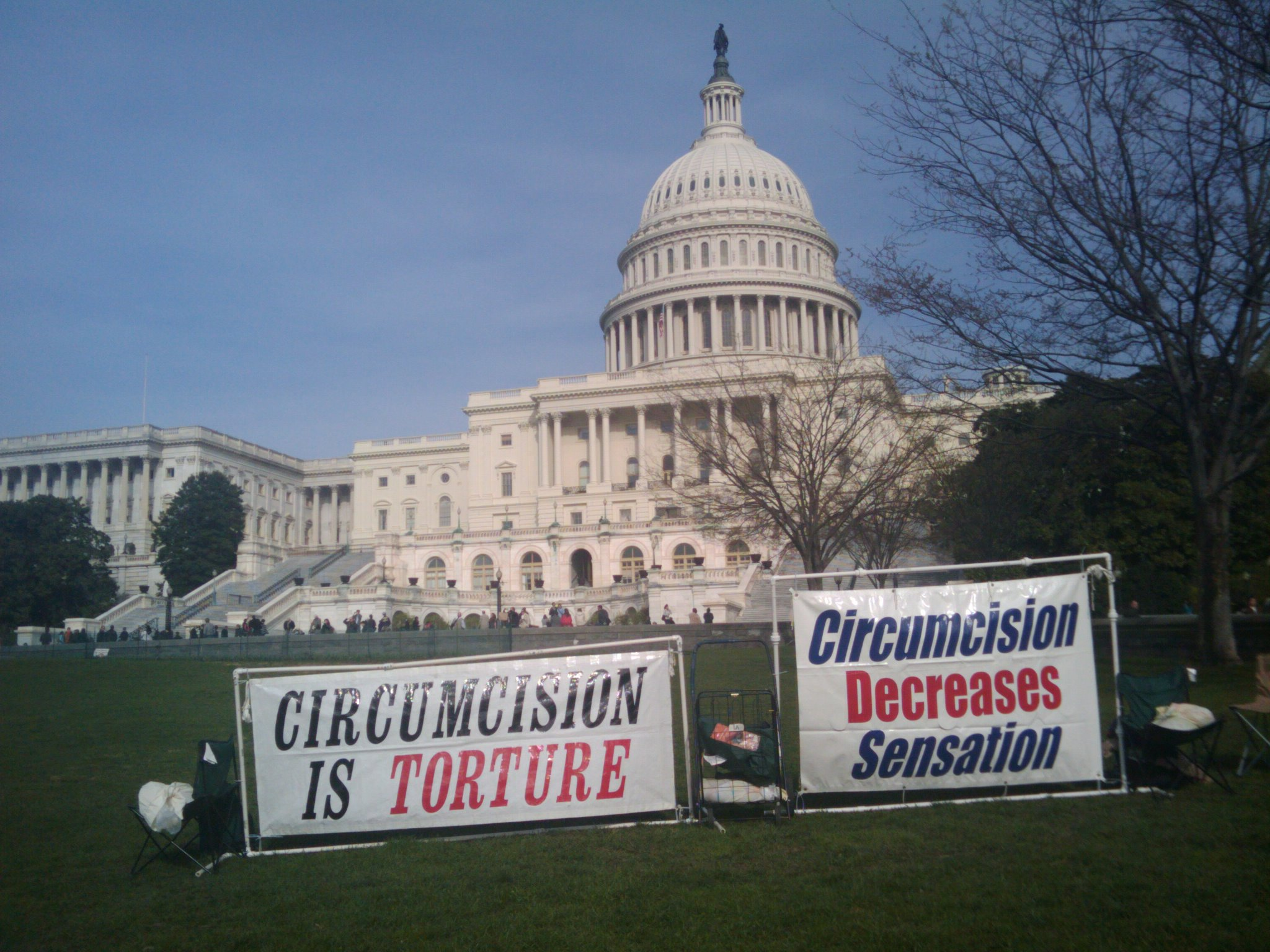
Manifestation anticirconcision à Washington D.C.